# Am Herzogenkamp
Am Herzogenkamp ist eine Straße in Bremen, Stadtteil Horn-Lehe, Ortsteil Horn. Sie ist eine Nebenstraße der Leher Heerstraße.

## Geschichte und Verlauf
Bis in die 1860er Jahre lagen zwischen der Vorstraße im Norden und der ehemaligen Achterstraße im Süden (heute der Straßenzug Achterstraße – nördliche Riensberger Straße – Berckstraße) langgezogenen Flurstücke (siehe Landkarte von 1860). Eines davon war das Flurstück Herzogenkamp. Die 1874 eröffnete Eisenbahnlinie nach Hamburg wurde quer über diese Flurstücke gebaut und lief, von Osten gesehen, in spitzem Winkel auf die Achterstraße zu. Am Kreuzungspunkt entstand ein Bahnübergang, der bis heute besteht. 
Die Straße Am Herzogenkamp wurde 1874 auf der nördlichen Seite der Bahnlinie angelegt und verbindet die Leher Heerstraße mit dem Bahnübergang der Achterstraße. Sie geht dort mit einem nur sehr leichten Knick auf derselben Bahnseite in die Achterstraße über. Um 1880 war sie noch unbebaut.

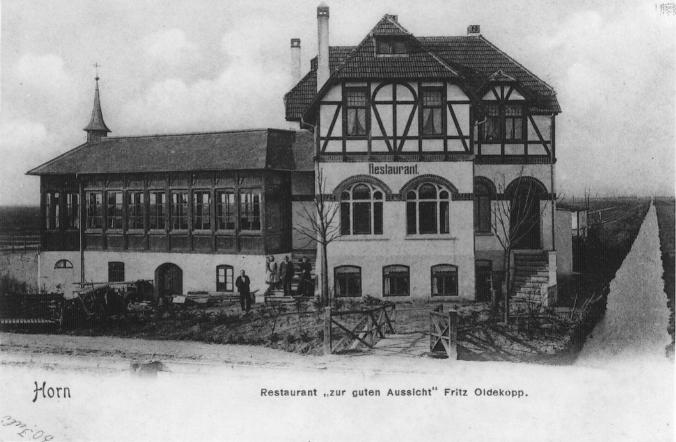
Ausflugslokal „Zur Schönen Aussicht“ am Haltepunkt Bremen-Horn (1902). Der Bahnsteig lag in einer Kurve hinter dem Haus. Vorne Am Herzogenkamp, rechts Helmer. Das Gebäude, Adresse Am Herzogenkamp 32, blieb erhalten und wurde durchgehend als Gaststätte genutzt, heute als Pizzeria.

Die Kleinbahn Bremen–Tarmstedt, volkstümlich „Jan Reiners“ genannt, wurde 1900 eröffnet. An der Straßenecke Am Herzogenkamp / Helmer lag der Haltepunkt Bremen-Horn, bis er 1927 in die Vorstraße verlegt wurde. Das Bahnhofsgebäude steht noch heute, die nordwestliche Außenseite erinnert an den Verlauf des damaligen Bahnsteigs. Der Eisenbahnverkehr wurde 1954 aufgegeben, die Strecke abgebaut und durch den an dieser Ecke beginnenden Radweg „Jan Reiners“ ersetzt. 

Im Haus Am Herzogenkamp 24, auch dieses steht noch heute, wohnte um 1900 der Landwirt H. Barre, der eine große Schweinemastanstalt für 1500 Schweine aufbaute, damals eine der modernsten Anlagen dieser Art in Norddeutschland und mit eigener Elektrizitätsversorgung. Carl Jasper Oelrichs, der damals in der angrenzenden Vorstraße wohnte, setzte 1911 die Schließung der Anstalt durch. Der Weg über Barres Grundstück blieb erhalten, daraus entwickelte sich die Tietjenstraße als Wohnstraße, die ersten Häuser wurden 1928 bezogen.
1967 wurde im Herzogenkamp an der Ecke Leher Heerstraße eine Ampel aufgebaut. Danach wurde der Radweg Am Herzogenkamp, der zuvor in beiden Richtungen genutzt worden war, in Richtung Osten gesperrt.